# Kōto Abe
Kōto Abe (japanisch 阿部 航斗 Abe Kōto; * 1. August 1997 in Kameda, Präfektur Niigata) ist ein japanischer Fußballspieler.

## Karriere
NAKōto AbeME erlernte das Fußballspielen in der Jugendmannschaft von Albirex Niigata und der Universitätsmannschaft der Universität Tsukuba. Seinen ersten Profivertrag unterschrieb er im Februar 2020 bei seinem Jugendverein Albirex. Der Verein aus Niigata, einer Großstadt in der Präfektur Niigata auf Honshū, der Hauptinsel von Japan, spielte in der zweiten japanischen Liga, der J2 League. Sein Zweitligadebüt gab Kōto Abe am 27. Februar 2021 im Auswärtsspiel gegen Giravanz Kitakyūshū. Hier stand der Torwart in der Startelf und spielte die kompletten 90 Minuten. Am Ende der Saison 2022 feierte er mit Albirex die Meisterschaft und den Aufstieg in die erste Liga. Am 2. November 2024 stand er mit Albirex im Finale des J. League Cup. Das Spiel gegen Nagoya Grampus verlor man im Elfmeterschießen. Nach insgesamt 41 Ligaspielen wechselte er im Januar 2025 zum Zweitligisten Júbilo Iwata.

## Erfolge
Albirex Niigata
- Japanischer Zweitligameister: 2022  ▲
- Japanischer Ligapokalfinalist: 2024